# Abel Servien
Abel Servien, marchese di Sablé e di Boisdauphin (Biviers, 1º novembre 1593 – Meudon, 17 febbraio 1659), è stato un politico, diplomatico e nobile francese.

## Biografia

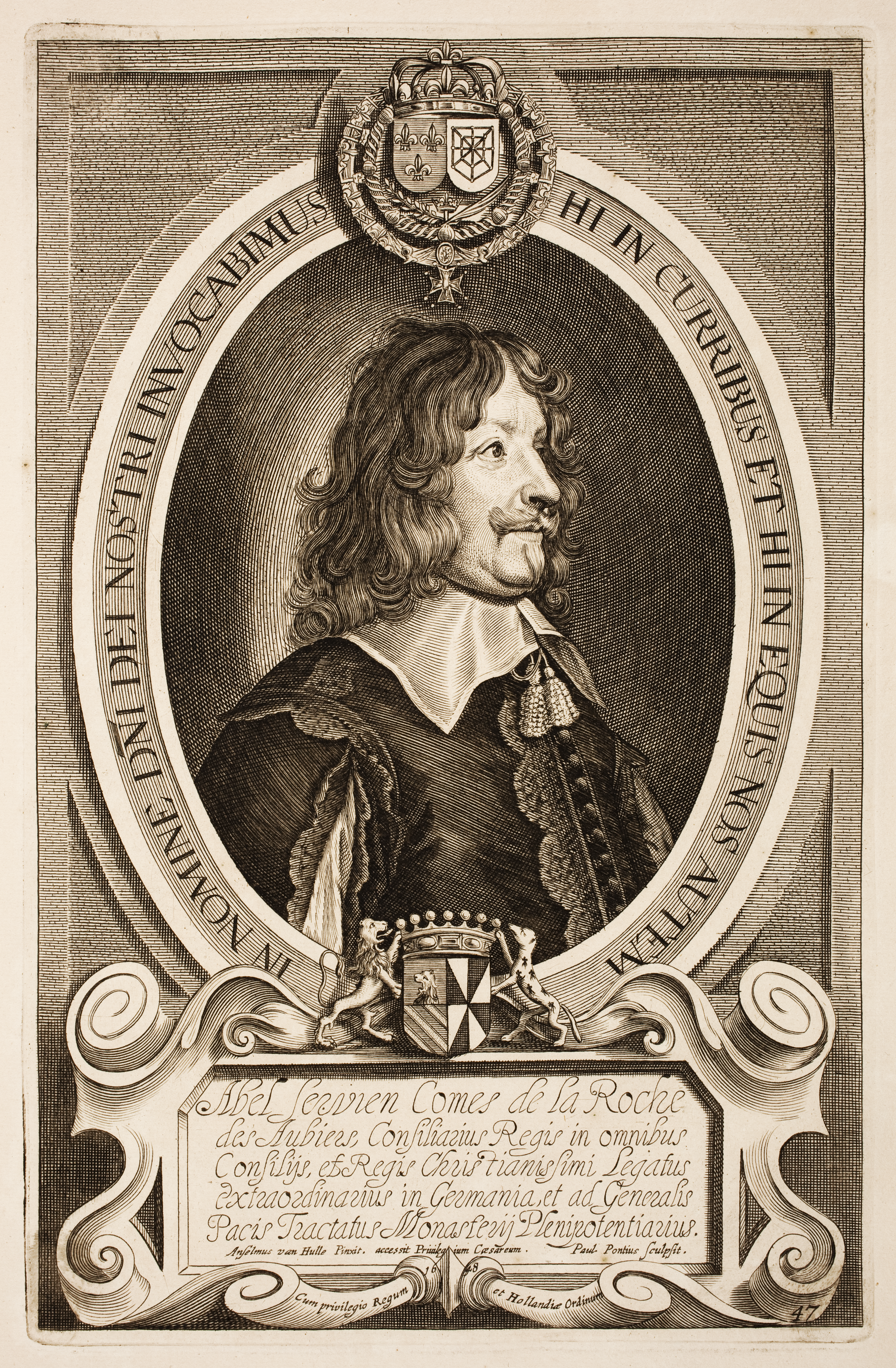
Abel Servien in una stampa d'epoca

Abel Servien nacque nel castello di Biviers, presso Grenoble, figlio di Antoine Servien, procuratore generale del Delfinato.
Succedette a suo padre nel suo incarico nel 1616, e negli anni successivi prese parte alle assemblee dei notabili di Rouen convocate dal giovane Luigi XIII. Nel 1618 venne nominato consigliere di stato e nel marzo del 1624 venne chiamato a Parigi dove entrò nei favori del cardinale Richelieu. Mostrò notevoli capacità amministrative e  lealtà al governo  come intendente di Aquitania nel 1627. 
Le sue ottime capacità di gestione risaltarono negli ambienti di corte, e allora decise di lasciare il parlamento, diventando un sostenitore di Richelieu. Nel 1628 negoziò il trattato sulla definizione dei confini con la Spagna, e nel 1629 fu impegnato con l'esercito e il cardinale nella guerra di successione di Mantova, durante la quale rimase però a Torino in veste di ambasciatore straordinario per i negoziati di pace; nel 1631 incontrò Mazzarino e riuscì a presentarlo a Richelieu. Servien fu uno dei firmatari del trattato di Cherasco col duca di Savoia nel 1631–1632.
Venne nominato presidente del parlamento di Bordeaux nel giugno del 1630, e rinunciò alla carica quando gli venne offerto l'incarico di segretario di stato per la guerra da parte di Luigi XIII. Nel 1634 fu eletto membro dell'Académie française. Due anni dopo si ritirò dalla vita pubblica, caduto in disgrazia per aver cospirato a corte.
Servien, lasciato il governo, si ritirò ad Angers dove divenne un esperto e scrittore di cucina. Sposò nel 1641 Augustine Le Roux, vedova di Jacques Hurault e figlia di Louis Le Roux, signore di la Roche-des-Aubiers, con cui ebbe tre figli. Nel 1652 acquistò il castello di Sablé ma non ci visse.
L'esilio di Servien dalla vita pubblica durò sino alla morte del cardinale Richelieu nel 1641. In quello stesso anno venne richiamato a corte da Mazzarino, che gli affidò la gestione degli affari diplomatici in Germania, insieme al conte Claude d'Avaux. Dopo cinque anni di negoziati e qualche leggero screzio col conte d'Avaux, quest'ultimo venne richiamato a Parigi e Servien siglò due trattati il 24 ottobre 1648, componenti l'accordo della pace di Vestfalia.
Ricevette il titolo di ministro di stato al suo ritorno in Francia nell'aprile del 1649, rimanendo leale a Mazzarino durante la Fronda. Con l'esilio del cardinale, Servien venne nominato ministro di stato e, di fatto fu il reggente di Francia con suo nipote Hugues de Lionne ed il suo rivale Michel le Tellier. Creato sovrintendente delle finanze nel 1653, congiuntamente con Nicolas Fouquet, fu consigliere di Mazzarino nei negoziati che portarono poi alla pace dei Pirenei (1659). Guadagnò una considerevole fortuna ma risultò sempre impopolare, specie nell'ambiente di corte. Morì nel castello di Meudon che aveva acquistato nel 1654, dopo averlo restaurato completamente.